# Marsha Mason

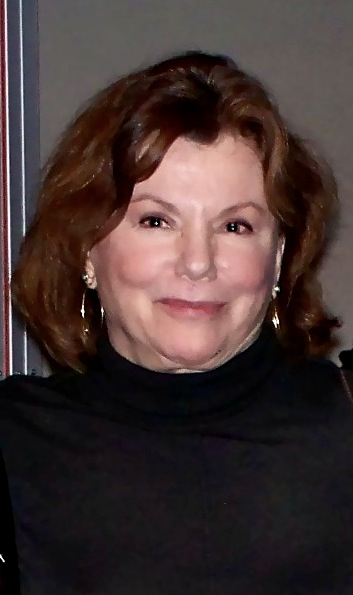
Marsha Mason (2010)

Marsha Mason (* 3. April 1942 in St. Louis, Missouri) ist eine US-amerikanische Schauspielerin.

## Leben
Mason spielte am Ende der 1960er und Anfang der 1970er Jahre in Fernsehserien wie Dark Shadows, Where the Heart Is und Young Dr. Kildare. Später spielte sie im Film Zapfenstreich (1973) neben James Caan, für diese Rolle wurde sie für den Filmpreis Oscar nominiert und gewann den Golden Globe Award. Im Film Der Untermieter (1977) nach einem Drehbuch von Neil Simon spielte sie neben Richard Dreyfuss; sie gewann den Golden Globe Award sowie wurde für den Oscar und den BAFTA Award nominiert. Von Neil Simon stammt ebenfalls das Drehbuch des Films Das zweite Kapitel (1979), für den Mason wiederum für die Preise Oscar und Golden Globe nominiert wurde. Noch eine Oscar-Nominierung brachte ihre Rolle im Film Mrs. Hines und Tochter (1981), für den wieder Neil Simon das Drehbuch schrieb. Sie war ebenfalls in einigen Folgen der Fernsehserie Frasier zu sehen, wofür sie im Jahr 1997 für den Emmy Award nominiert wurde.
Seit August 2005 tritt sie im am Broadway ausgestellten Theaterstück Magnolien aus Stahl auf.
Mason lebt in Abiquiu in New Mexico, wo sie in der Freizeit Heilpflanzen anbaut. Sie war von 1965 bis 1970 mit dem Schauspielerkollegen Gary Campbell verheiratet, von 1973 bis 1983 mit Neil Simon.

## Filmografie (Auswahl)
- 1973: Zapfenstreich (Cinderella Liberty)
- 1973: Heirat ausgeschlossen (Blume in Love)
- 1977: Der Untermieter (The Goodbye Girl)
- 1977: Audrey Rose – das Mädchen aus dem Jenseits (Audrey Rose)
- 1978: Der Schmalspurschnüffler (The Cheap Detective)
- 1979: Das zweite Kapitel (Chapter Two)
- 1981: Mrs. Hines und Tochter (Only When I Laugh)
- 1983: Max Dugans Moneten (Max Dugan Returns)
- 1985: … und fanden keinen Ausweg mehr (Surviving: A Family in Crisis, Fernsehfilm)
- 1986: Heartbreak Ridge
- 1990: Stella
- 1991: Mein böser Freund Fred (Drop Dead Fred)
- 1994: I Love Trouble – Nichts als Ärger (I Love Trouble)
- 1995: Gegen die Zeit (Nick of Time)
- 1996: 2 Tage in L. A. (2 Days in the Valley)
- 2004: Liebe lieber indisch (Bride & Prejudice)
- 2006: Nightmares & Dreamscapes: Nach den Geschichten von Stephen King (Nightmares & Dreamscapes: From the Stories of Stephen King)
- 2008: Lipstick Jungle
- 2008: Army Wives
- 2016: Good Wife (The Good Wife, Fernsehserie, 1 Folge)
- 2010–2018: The Middle (11 Folgen)
- 2016–2022: Grace and Frankie (Fernsehserie, 8 Folgen)